# Oscarinus rusicola
Oscarinus rusicola är en skalbaggsart som beskrevs av Melsheimer 1845. Oscarinus rusicola ingår i släktet Oscarinus och familjen Aphodiidae. Inga underarter finns listade i Catalogue of Life.